# Odessa

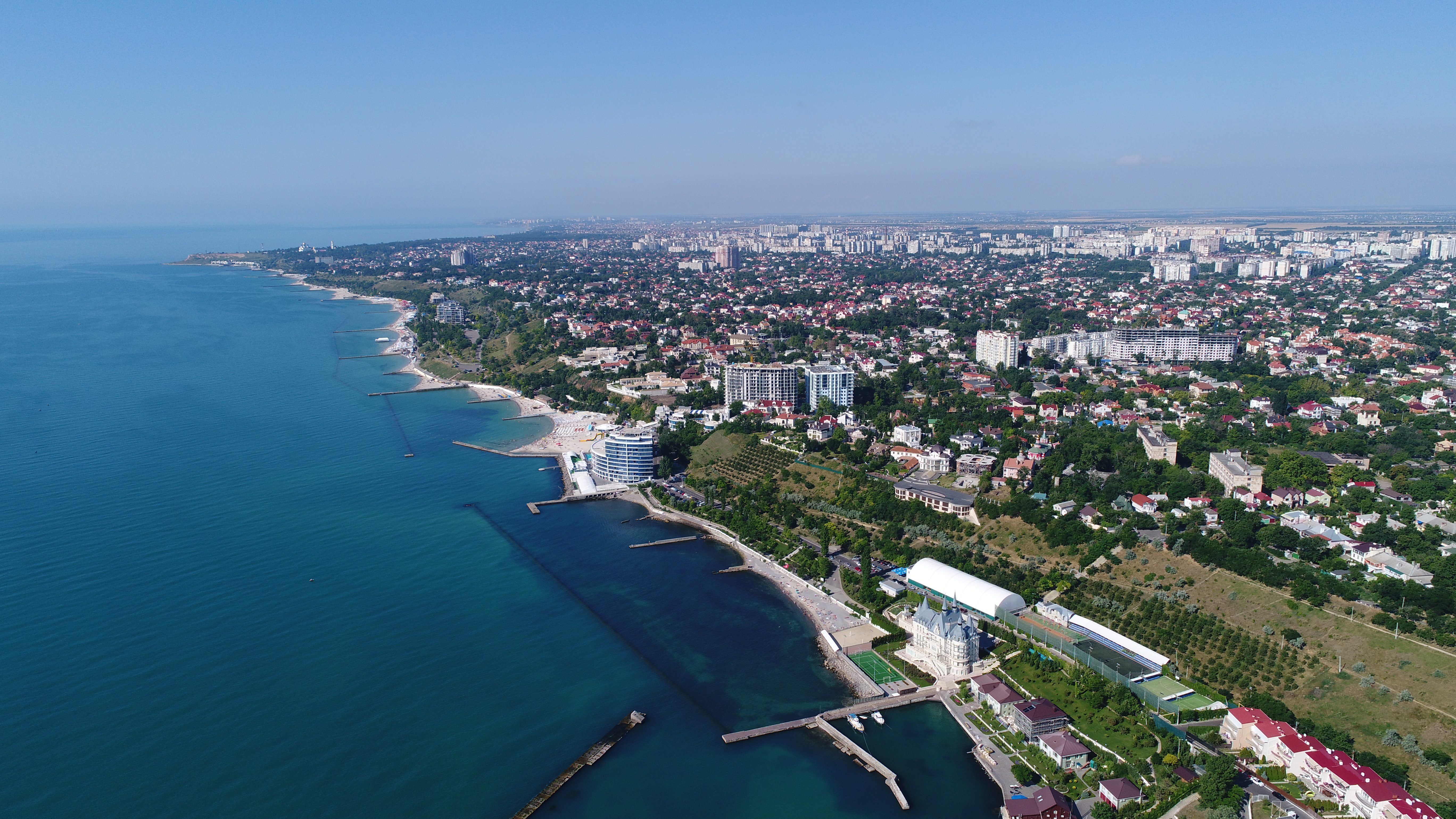
Panorama miasta

Odessa (ukr. Одеса, Odesa; ros. Одесса, Odiessa) – miasto i stolica obwodu odeskiego Ukrainy, położone nad Morzem Czarnym. Na początku 2024 roku, z liczbą mieszkańców przekraczającą 1 mln, Odessa zajmowała trzecie miejsce (po Kijowie i Charkowie) wśród najludniejszych ukraińskich miast.
W 2023 roku na nadzwyczajnej sesji Komitetu Światowego Dziedzictwa historyczne centrum miasta zostało wpisane na listę światowego dziedzictwa UNESCO. Jednocześnie obiekt uznano za dziedzictwo zagrożone.

## Historia

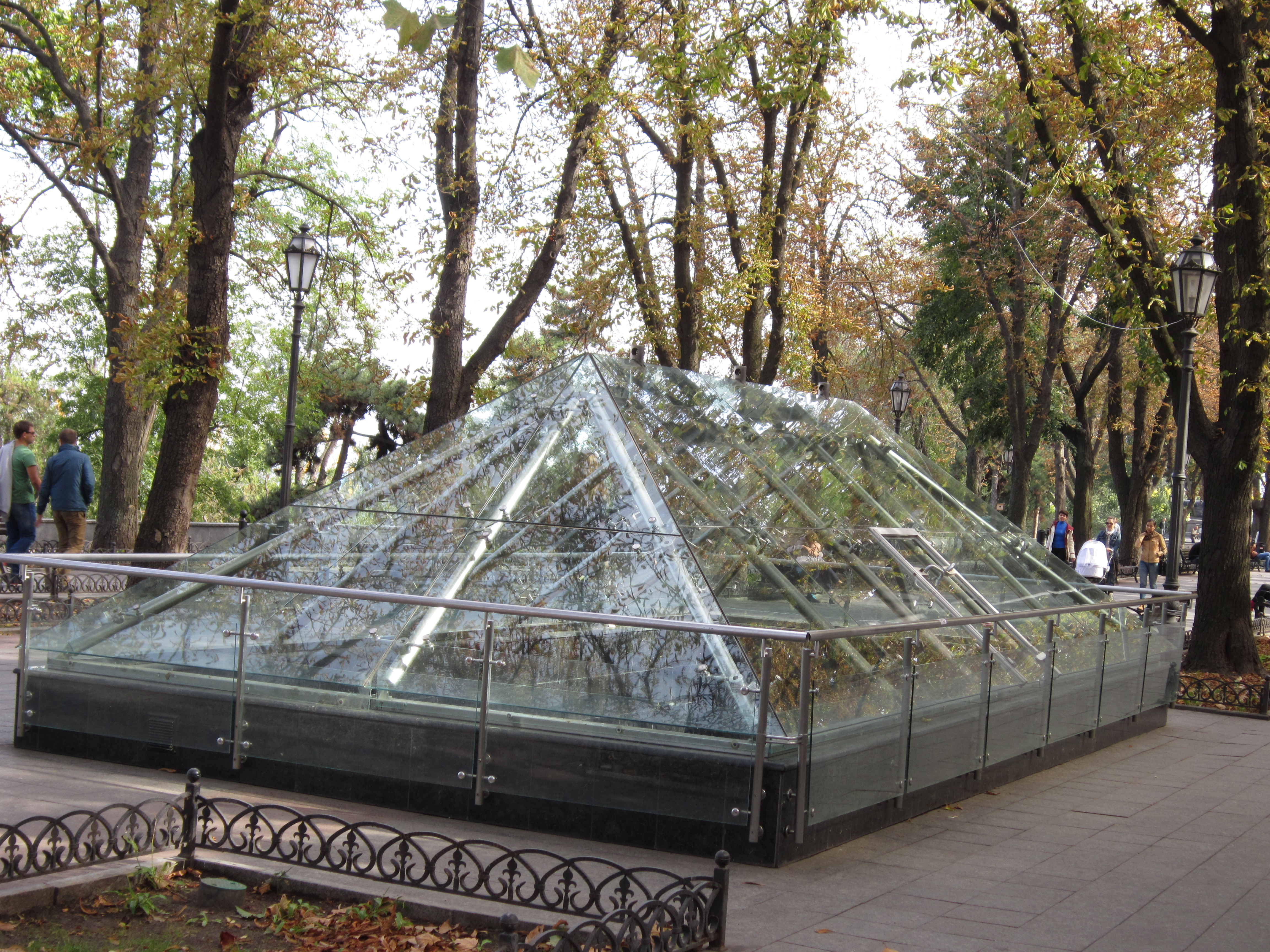
Pozostałości greckich starożytnych osad w centrum Odessy

W starożytności na terenie dzisiejszej Odessy istniały dwie osady greckie: „Isiaka” i „Istrian”. Od 337 roku tereny te należały do Gotów, w 390 przejęli je Hunowie, a w 453 Kutrigurzy (potomkowie Hunów). W 520 znalazły się pod panowaniem Awarów, w 620 Bułgarów (Hordy Asparucha) do 830 roku, kiedy zdobyli je Madziarowie.
Od XIV wieku na terenie Odessy istniała tatarska warownia Chadżybej podległa Chanatowi Krymskiemu. W wyniku podbojów litewskich pod koniec XIV w., od 1392 r. do końca lat 40. XV w. terytorium między Dniestrem i Dnieprem pozostawało pod władzą Wielkiego Księstwa Litewskiego pozostającego w unii z Polską. Witold Kiejstutowicz zbudował na brzegu Morza Czarnego fortyfikacje, między innymi rozbudował twierdzę Chadżybej, ulokowaną dokładnie w miejscu dzisiejszej Odessy. Według Jana Długosza, w 1415 r. Władysław Jagiełło wysłał kilka statków z pszenicą z portu „Kaczybueiow”. W 1442 roku król Władysław III Warneńczyk nadał Chadżybej w dożywocie kasztelanowi i staroście kamienieckiemu Teodorykowi z Buczacza.
Po okresie przynależności do Litwy, w 1529 twierdza znalazła się w osmańskim regionie Jedysan (tur. Yeni Dünya, czyli Nowy Świat). Pozostała turecka aż do końca XVIII wieku.
W nocy z 13 na 14 września 1789 r. turecki Chadżybej został zdobyty dla Rosji przez Kozaków pod dowództwem Hiszpana José de Ribasa. Dało to impuls do powstania miasta, którego budowę oficjalnie rozpoczęto  22 sierpnia 1794 roku, według projektu pochodzącego z Brabancji inżyniera François Sainte de Wollanta i nazwano Odessa. Zarządzający miastem od 1804 roku gubernator de Richelieu ukończył budowę portu. W 1822 roku wpływy z ceł wyniosły 40 mln rubli, co stanowiło ponad 14 procent ówczesnego dochodu Rosji. W XIX wieku miasto stało się głównym portem obsługującym eksport rosyjskiego zboża. Dzięki temu stało się jednym z najbogatszych i najszybciej rozwijających się miast carskiej Rosji.
W 1795 miasto miało 2250 mieszkańców, a w 1814 – 25 tys. Potem wzrost liczby ludności był jeszcze szybszy: w 1850 – 100 tys., w 1873 – 185 tys., w 1884 – 225 tys., w 1900 – 450 tys. Przed wybuchem I wojny światowej Odessa stała się czwartym najważniejszym miastem Imperium Rosyjskiego, po Petersburgu, Moskwie i Warszawie.

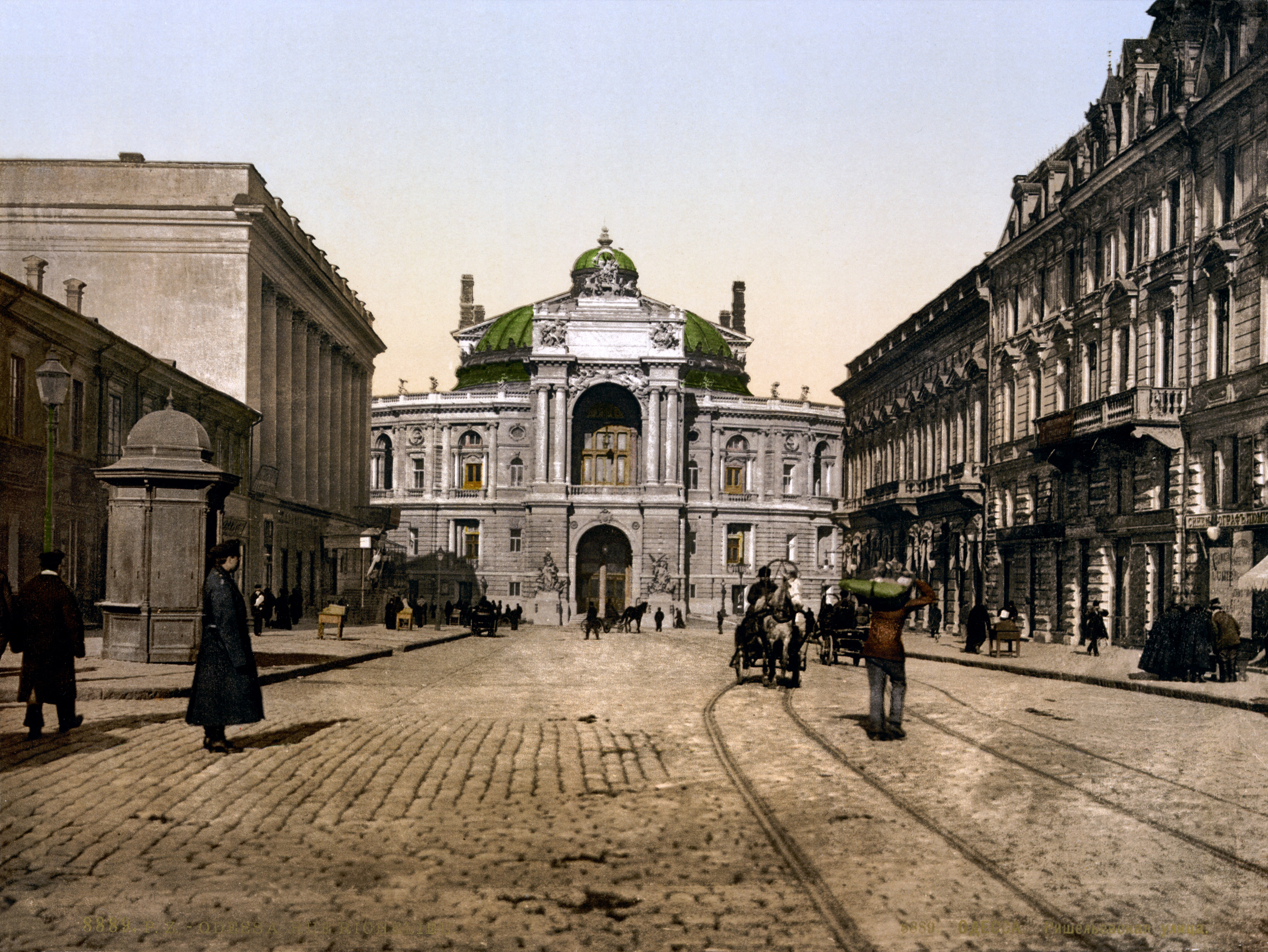
Odessa ok. 1895 roku

W tym okresie społeczność żydowska Odessy doznawała aż sześciokrotnie pogromów: w 1821, 1859, 1871, 1881, 1900 i 1905. Masakra w roku 1905, która rozgorzała podczas drugiej fali pogromów w Rosji, kosztowała życie od 500 do 2500 żydowskich mieszkańców Odessy, zaś od 300 do kilku tysięcy zostało rannych.
Po rewolucji w 1917 r. miasto straciło swoją wyjątkową rolę i nigdy nie odzyskało poprzedniej świetności. Na początku 1918 miasto stało się stolicą Odeskiej Republiki Radzieckiej. W marcu 1918 r., gdy po traktacie brzeskim na terytorium Rosji wkroczyły wojska niemieckie, Odessa została włączona do marionetkowego Państwa Ukraińskiego rządzonego, za aprobatą niemiecką, przez hetmana Pawła Skoropadskiego. W listopadzie 1918 r. wojska niemieckie i austro-węgierskie opuściły Odessę. Kontrolę nad Odessą usiłowali przejąć zwolennicy różnych stronnictw; 11 grudnia do miasta wkroczyły oddziały ukraińskiego Dyrektoriatu, lecz sześć dni później w miejscowym porcie pojawiły się interwencyjne wojska francuskie, które pomogły przejąć miasto białym Rosjanom z Armii Ochotniczej. Rządy białych i Francuzów w Odessie trwały do początku kwietnia 1919 r., gdy Francuzi opuścili miasto, bez walki oddając je nadchodzącym oddziałom Armii Czerwonej. Ich z kolei rządy w Odessie trwały do sierpnia 1919 r., gdy miasto odbili biali. Odessa została ostatecznie zajęta przez Armię Czerwoną na początku lutego 1920 r.
W latach 1941–1944 Odessa była pod zarządem Rumunii pod nazwą Antonescu (na cześć marszałka Iona Antonescu). W 1941 roku Rumuni wraz z Niemcami dokonali eksterminacji 50 tysięcy Żydów zamieszkujących miasto.

### Polacy w Odessie
Pierwsi Polacy przybyli do Odessy tuż przed III rozbiorem Polski. Było to ponad 100 polskich rodzin szlacheckich, które sprowadziły się do miasta z zamiarem poprawienia swojego bytu. W Odessie gościli między innymi Julian Ursyn Niemcewicz (Podróże historyczne) i Józef Ignacy Kraszewski (Wspomnienia z Odessy, Jedysanu i Budżaku), a na zesłaniu przebywał Adam Mickiewicz (Sonety odeskie). W Odessie działali także m.in. polski wynalazca Stefan Drzewiecki oraz Seweryn Potocki, który wybudował tutaj w latach 1805–1810 pałac klasycystyczny istniejący do dziś przy ul. Sofijskiej i od 1899 mieszczący Muzeum Sztuk Plastycznych. W Odessie działali również polscy architekci: Feliks Gąsiorowski (Hotel Imperiał/Spartak, dom Nowikowa, Muzeum Archeologiczne), Lew Włodek (Hotel Pasaż), Mikołaj Tołwiński (m.in. Biblioteka Uniwersytecka i inne budynki uniwersyteckie, Dyrekcja Kolei), Władysław Dąbrowski (m.in. szpital miejski, kościół św. Klemensa). Na początku XX wieku powstał w Odessie „Dom Polski”. W mieście istniały dwie księgarnie polskie, ostatnią zamknięto w 1990 roku. Jedną z największych aptek prowadzili Gajewski i Popowski. Działało tu wielu polskich lekarzy, adwokatów i inżynierów.
W 1897 roku w mieście żyło 17 395 Polaków. Przed wybuchem I wojny światowej żyło w mieście ok. 25–30 tys. Polaków. Najwięcej było wtedy Rosjan i Żydów.
W 1913 roku polski kompozytor i pedagog Witold Maliszewski założył Konserwatorium w Odessie i został jego pierwszym dyrektorem. U schyłku I wojny światowej powstał Oddział Polski w Odessie.
Polacy z Odessy prześladowani byli szczególnie w latach 1922 i 1937 (operacja polska NKWD).

## Klimat
Odessa znajduje się na pograniczu stref klimatu subtropikalnego (w klasyfikacji klimatów Köppena: Cfa) oraz klimatu kontynentalnego wilgotnego (w klasyfikacji klimatów Köppena: Dfa).
| Miesiąc                             | Sty  | Lut  | Mar  | Kwi  | Maj  | Cze  | Lip  | Sie  | Wrz  | Paź  | Lis  | Gru  | Roczna |
| ----------------------------------- | ---- | ---- | ---- | ---- | ---- | ---- | ---- | ---- | ---- | ---- | ---- | ---- | ------ |
| Średnie temperatury w dzień [°C]    | 2,2  | 2,8  | 7,7  | 13,6 | 20,6 | 25,0 | 28,1 | 28,2 | 22,1 | 15,1 | 9,8  | 4,4  | 15,1   |
| Średnie dobowe temperatury [°C]     | -0,4 | 0,2  | 4,5  | 10,1 | 16,6 | 20,8 | 23,6 | 23,5 | 18,0 | 11,9 | 7,1  | 1,8  | 11,5   |
| Średnie temperatury w nocy [°C]     | -3,2 | -2,6 | 1,7  | 7,1  | 13,0 | 16,9 | 19,4 | 19,1 | 14,2 | 8,7  | 4,4  | -1,0 | 8,2    |
| Opady [mm]                          | 48,1 | 36,0 | 29,6 | 24,8 | 36,9 | 40,0 | 41,9 | 31,4 | 45,5 | 38,5 | 38,4 | 33,5 | 444,7  |
| Średnia liczba dni z opadami        | 11,2 | 8,9  | 8,0  | 6,2  | 7,5  | 7,6  | 5,5  | 4,5  | 5,4  | 6,4  | 7,6  | 7,9  | 86,8   |
| Wilgotność [%]                      | 83   | 81   | 78   | 74   | 71   | 70   | 66   | 65   | 72   | 77   | 82   | 84   | 75     |
| Średnie usłonecznienie [h]          | 77   | 80   | 125  | 186  | 265  | 291  | 314  | 302  | 240  | 169  | 77   | 57   | 2183   |
| Źródło: climatebase.ru (od 2000 r.) |      |      |      |      |      |      |      |      |      |      |      |      |        |

| Sty | Lut | Mar | Kwi | Maj  | Cze  | Lip  | Sie  | Wrz  | Paź  | Lis  | Gru | Rok  |
| --- | --- | --- | --- | ---- | ---- | ---- | ---- | ---- | ---- | ---- | --- | ---- |
| 4,2 | 3,2 | 3,9 | 8,4 | 16,0 | 21,3 | 24,1 | 24,2 | 21,6 | 16,7 | 11,7 | 7,4 | 13,6 |

## Demografia
Historyczny udział poszczególnych narodowości i grup etnicznych w populacji miasta na podstawie danych ze spisów powszechnych Imperium Rosyjskiego, Związku Radzieckiego i Ukrainy:

### 1897
1. Rosjanie: 198 233 (49,09%)
2. Żydzi: 124 511 (30,83%)
3. Ukraińcy: 37 925 (9,39%)
4. Polacy: 17 395 (4,31%)
5. Niemcy: 10 248 (2,54%)
6. Grecy: 5086 (1,26%)
7. Tatarzy: 1437 (0,36%)
8. Ormianie: 1401 (0,35%)
9. Białorusini: 1267 (0,31%)
10. Francuzi: 1137 (0,28%)
11. Włosi: 717 (0,18%)
12. Czesi: 616 (0,15%)
13. Bułgarzy: 600 (0,15%)[19]

### 1926
1. Rosjanie: 162 789 (39,97%)
2. Żydzi: 153 243 (36,69%)
3. Ukraińcy: 73 453 (17,59%)
4. Polacy: 10 021 (2,40%)
5. Niemcy: 5522 (1,32%)
6. Białorusini: 2501 (0,60%)
7. Ormianie: 1843 (0,44%)
8. Grecy: 1377 (0,33%)
9. Bułgarzy: 1186 (0,28%)
10. Mołdawianie: 1048 (0,25%)
11. Litwini: 957 (0,23%)
12. Karaimi: 602 (0,14%)
13. Łotysze: 597 (0,14%)[20]

### 1939
1. Żydzi: 200 961 (33,26%)
2. Rosjanie: 186 610 (30,88%)
3. Ukraińcy: 178 878 (29,60%)
4. Polacy: 8829 (1,46%)
5. Niemcy: 8424 (1,39%)
6. Bułgarzy: 4967 (0,82%)
7. Mołdawianie: 2573 (0,43%)
8. Ormianie: 2298 (0,38%)[21]

### 2001
1. Ukraińcy: 622 900 (61,6%)
2. Rosjanie: 292 000 (29,0%)
3. Bułgarzy: 13 300 (1,3%)
4. Żydzi: 12 400 (1,2%)
5. Mołdawianie: 7600 (0,7%)
6. Białorusini: 6400 (0,6%)
7. Ormianie: 4400 (0,4%)
8. Polacy: 2100 (0,2%)[22]

## Zabytki i atrakcje turystyczne
- Filharmonia Miejska

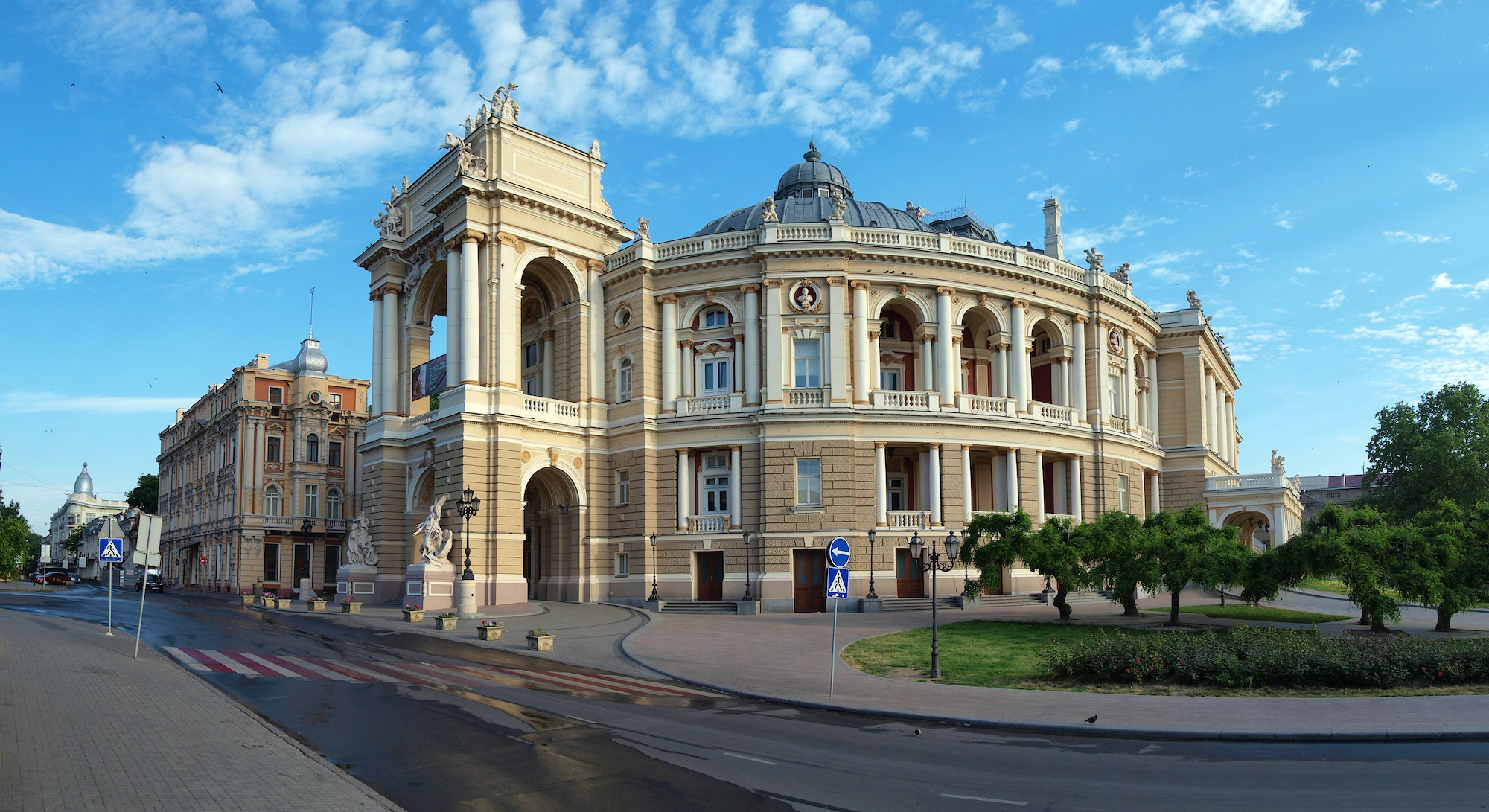
Teatr Opery i Baletu

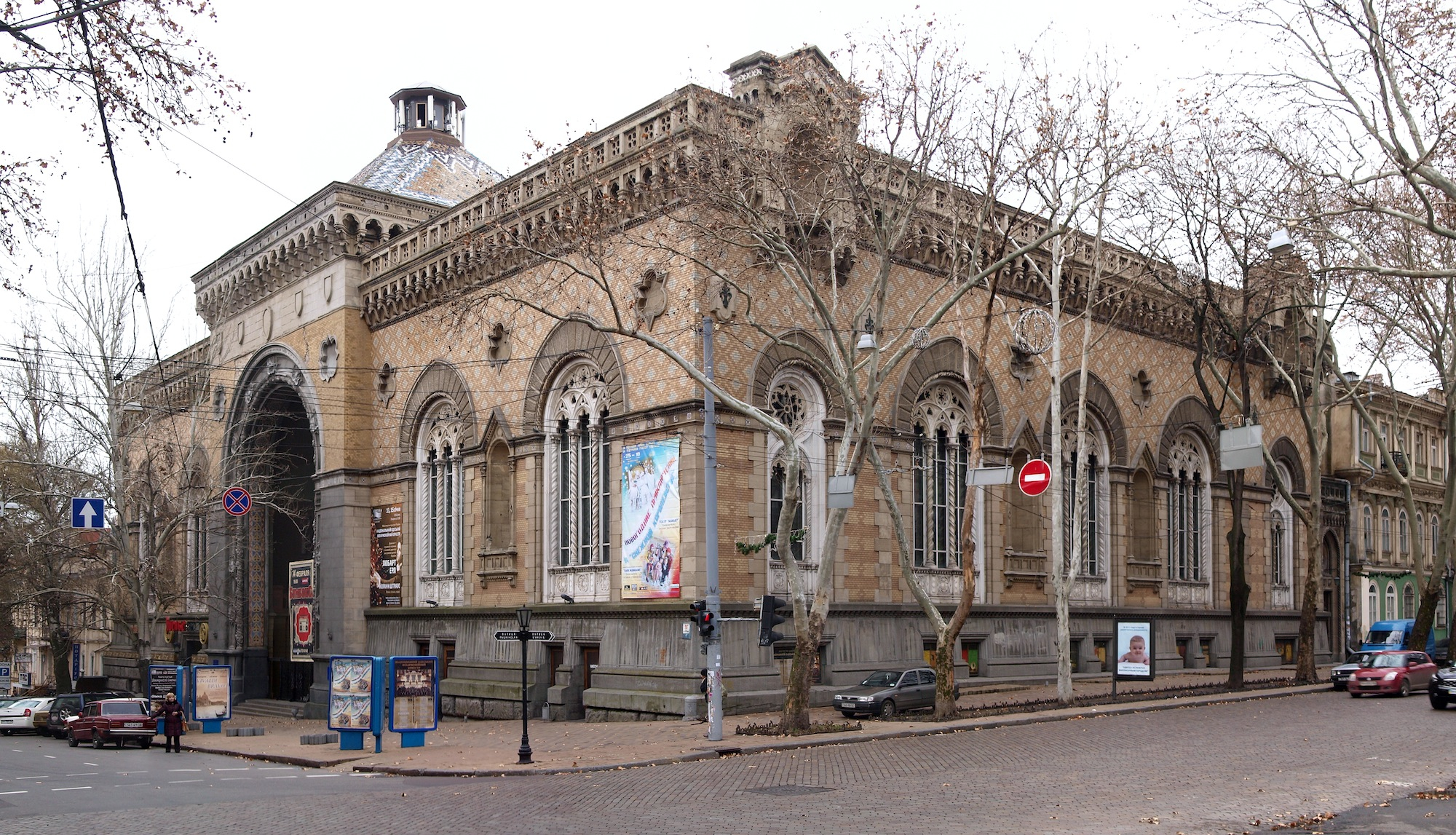
Filharmonia w Odessie

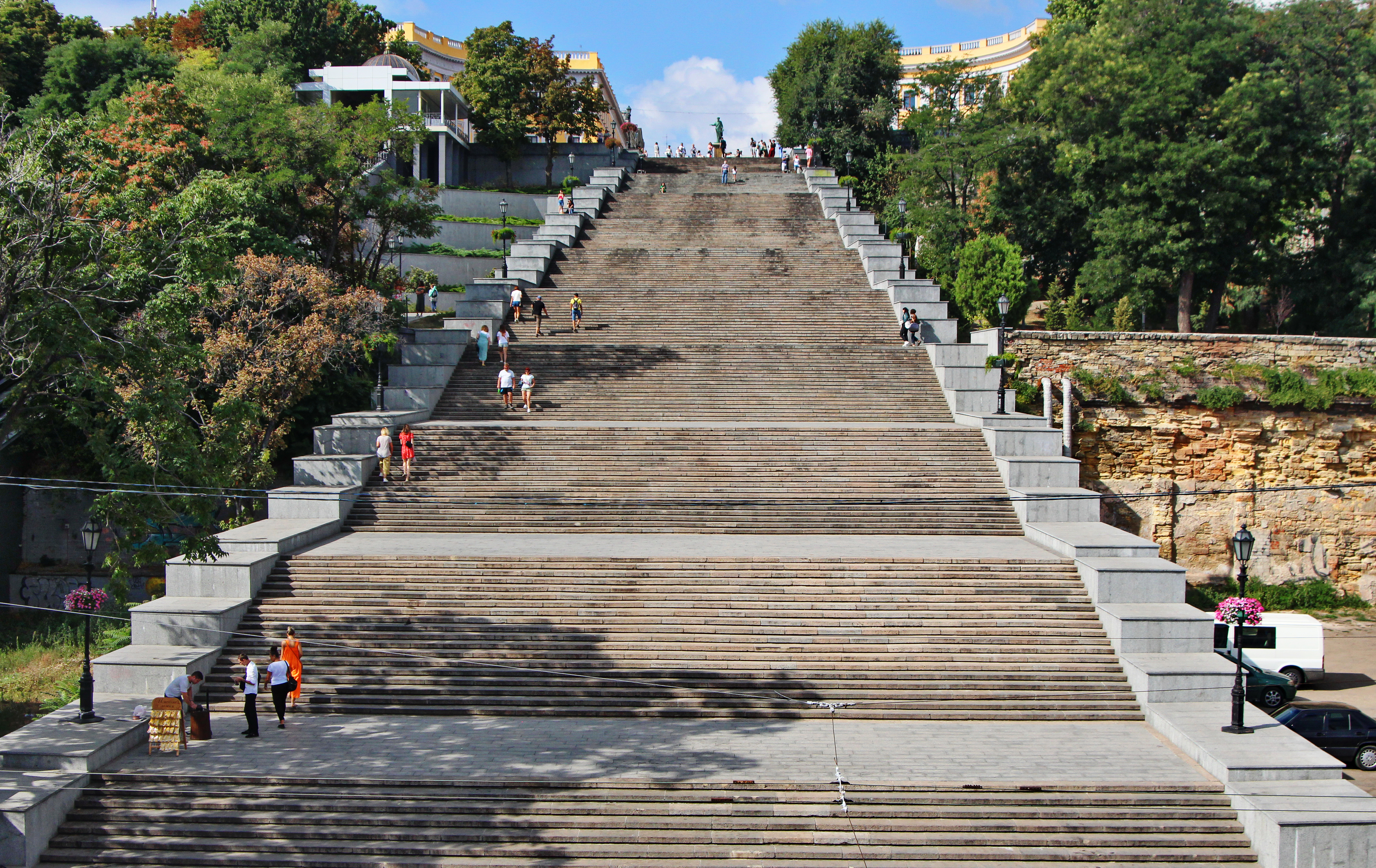
Schody Potiomkinowskie

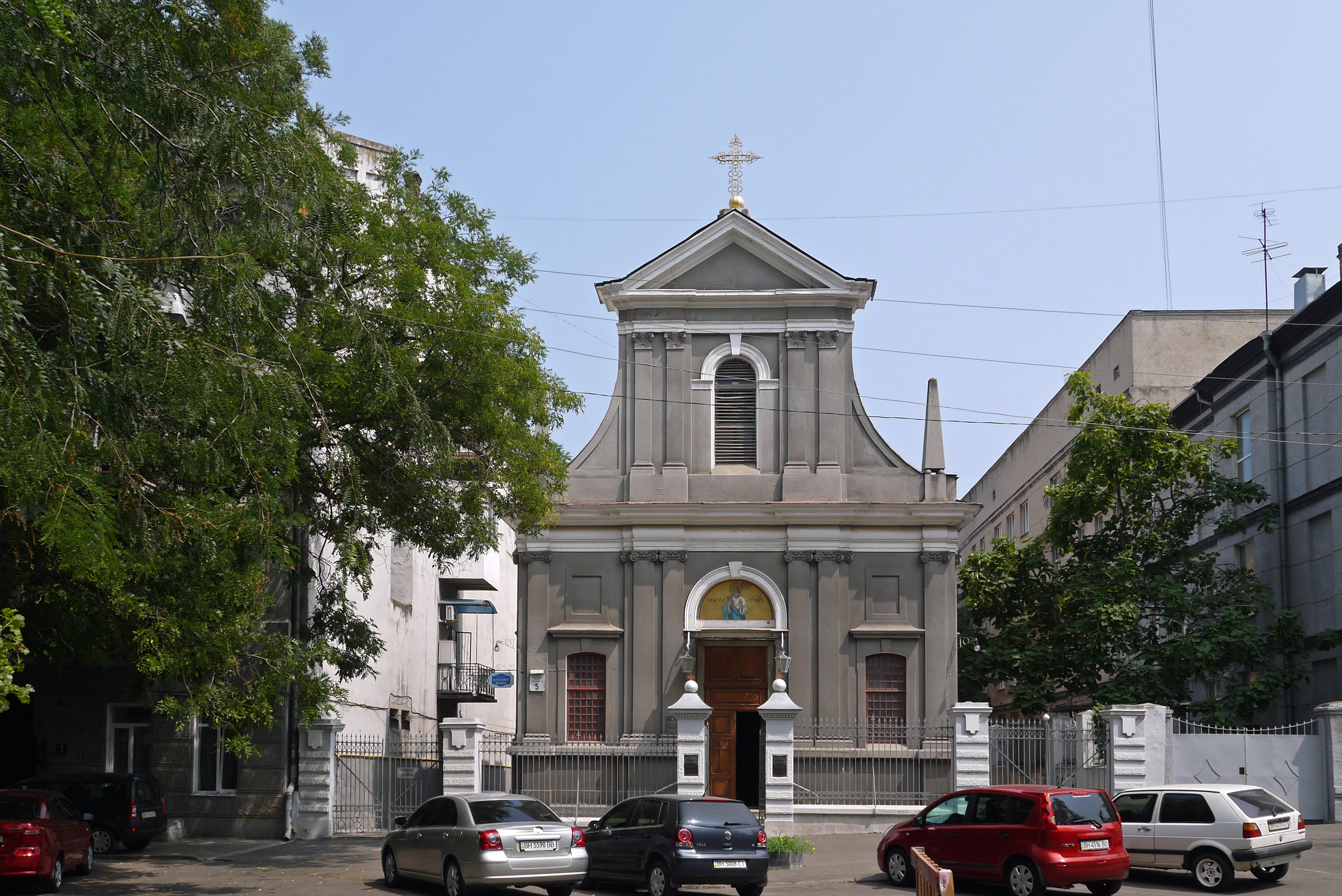
Kościół św. Piotra Apostoła

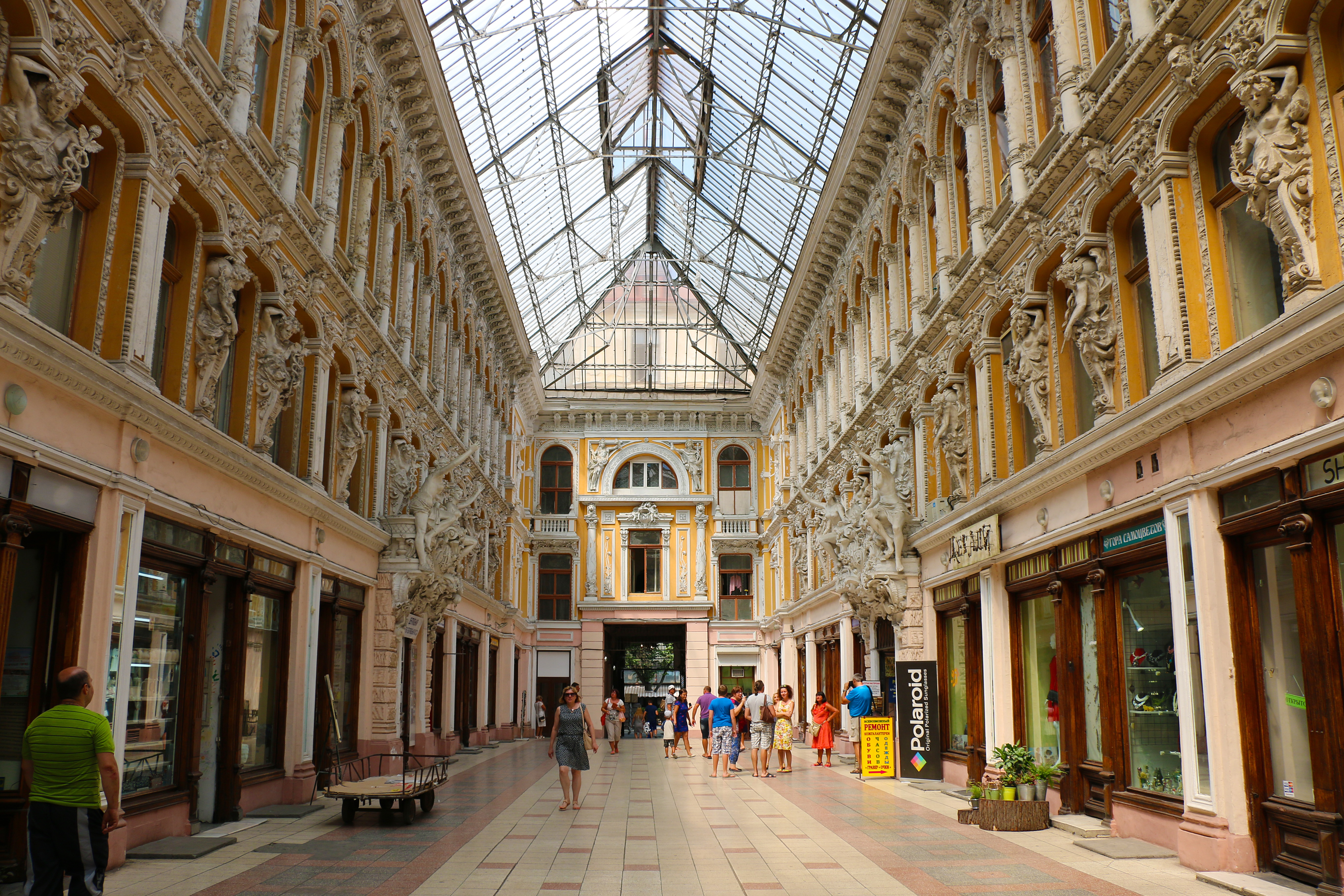
Pasaż

- Stara Giełda w Odessie z lat 1829–1837
- Latarnia morska
- Odeskie katakumby
- Pałac Woroncowów z lat 1826–1834
- Schody Potiomkinowskie
- Teatr Opery i Baletu z lat 1884–1887 w stylu eklektycznym
- Odeski Uniwersytet Narodowy im. Ilji Miecznikowa
- Pałac Beliny-Brzozowskiego arch. Feliks Gąsiorowski
- Dom Mickiewicza, ul. Deribasowska 16, miejsce pobytu Adama Mickiewicza podczas zesłania w 1825 roku
- Katedra Wniebowzięcia Najświętszej Maryi Panny w Odessie (tzw. Kościół Polski) z 1854 r., proj. F. Morandi, ul. Ekaterinienskaja (Kateryńska) 33
- Kościół św. Piotra Apostoła w Odessie (rzymskokatolicki) z XIX wieku przy ul. Gawannoj 5. Ze świątynią związany był wielce zasłużony dla kultury polskiej w Odessie salezjanin ks. Tadeusz Hoppe (1913–2003). Nabożeństwa w kościele odbywają się w języku polskim
- Kaplica pw. św. Klemensa i klasztor pallotynów, ul. Bałkowskoj 209. Imponująca świątynia katolicka pierwotnie wzniesiona została w stylu neogotyckim i oddana do użytku w 1913. W 1935 kościół zamknięto, a w 1937 Sowieci wysadzili go w powietrze (pozostał tylko neogotycki dom parafialny). W 1991 staraniem polskich wiernych przebudowano zabytkową plebanię na kaplicę i klasztor z przeznaczeniem na siedzibę ojców pallotynów. Mimo że obiekt jest przeznaczony dla rzymskich katolików, a jego remont i adaptacja zostały sfinansowane ze środków polskich wiernych, wewnątrz świątyni umieszczono tablice wyłącznie w języku ukraińskim
- Pałac Olgi Potockiej (ob. Muzeum Sztuki) w stylu klasycyzmu, proj. Francesco Boffo, ul. Sowijewska 5а. Rezydencję w 1826 roku wystawił dla swojej siostry Olgi Aleksander Potocki[23]
- Pałac Aleksandra Potockiego – w stylu klasycystycznym z pocz. XIX wieku, ul. Sowijewska 7. Powstał dla Zofii Potockiej. Przez pewien czas mieszkała faworyta Aleksandra I księżna Maria Naryszkina. Po śmierci Zofii Stanisław Szczęsny Potocki przekazał rezydencję swemu synowi Aleksandrowi, który poznał w nim Adama Mickiewicza[23]
- Pałac Bolesława Potockiego[23]
- Pałac Szydłowskiego z 1830 r.[23]
- Muzeum Archeologiczne (1882–1883) w stylu neoklasycystycznym, arch. Feliks Gąsiorowski
- Kościół św. Pawła z 1897 r.
- Synagoga Brodzka z XIX wieku
- Sobór Przemienienia Pańskiego z przełomu XVIII i XIX wieku
- Urząd Miasta w Odessie z 1826 r.
- Hotel Petersburski z 1833 r. (ob. biura)
- Hotel Londyński z 1827 r. w stylu neorenesansowym
- Hotel „Pasaż” (1898–1899) w stylu secesyjnym, arch. Lew Włodek
- Hotel Bristol z 1899 r.
- polski cmentarz rzymskokatolicki
- Kamienica Nawrockiego
- Kamienica Michelsona
- Monaster św. Pantelejmona
- Monaster św. Michała Archanioła
- Monaster św. Eliasza
- Sobór Trójcy Świętej z lat 1804–1808
- Sobór Zaśnięcia Matki Bożej z lat 1855–1869
- Cerkiew św. Dymitra z Rostowa z lat 1884–1887
- Cerkiew Świętych Grzegorza i Zoe z lat 1894–1896
- Kościół prezbiteriański
- Cerkiew św. Marii Magdaleny
- Ogród Zoologiczny

## Gospodarka

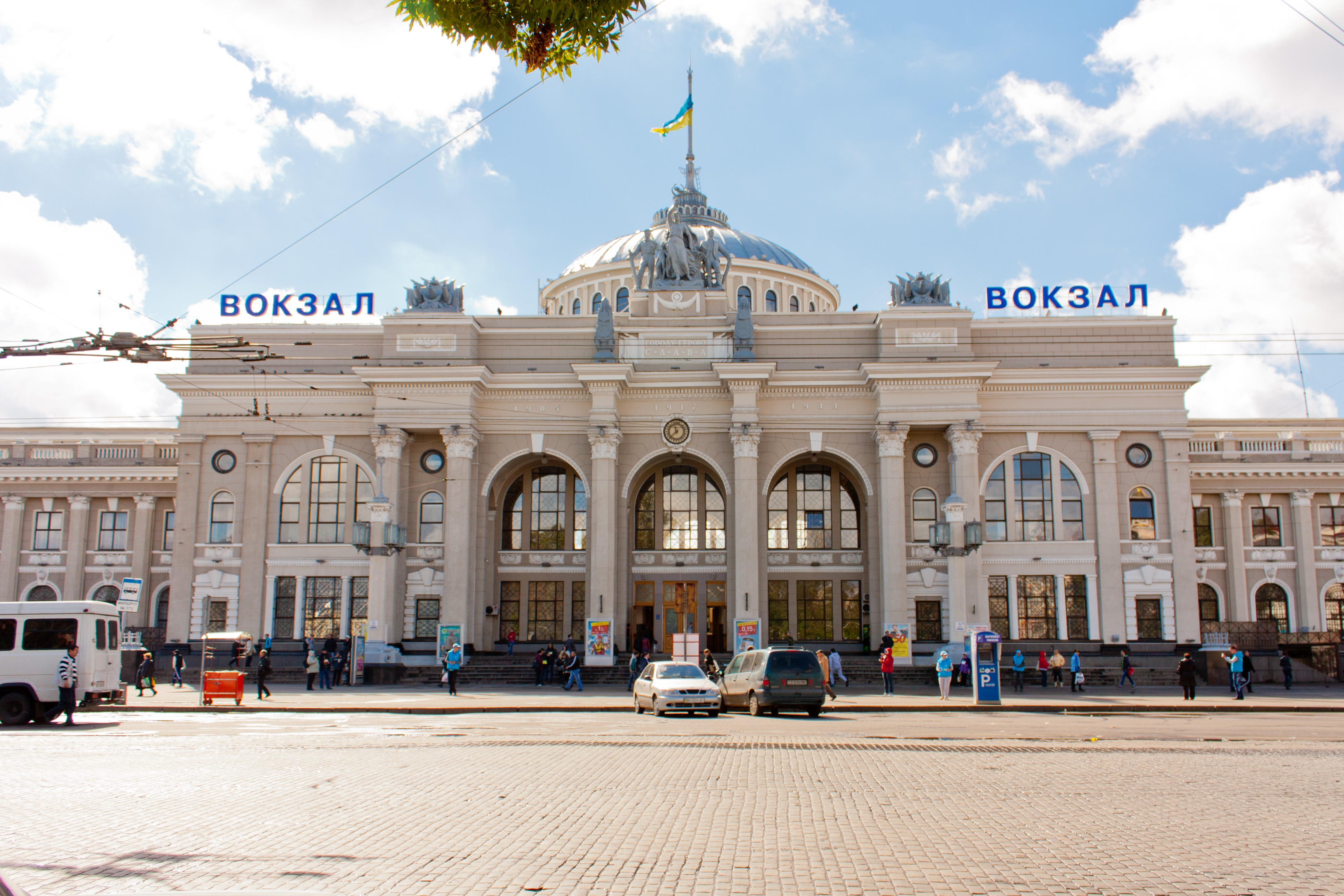
Dworzec główny

W mieście rozwinął się przemysł maszynowy, stoczniowy, chemiczny, elektrotechniczny, spożywczy, skórzany, włókienniczy oraz rafineryjny.
Jest też dużym centrum uzdrowiskowym. Posiada liczne plaże i sanatoria.

## Transport
Odessa to największy port morski Ukrainy, przeładowujący ziarno, cukier, węgiel, cement, metale, drewno i produkcję przemysłu maszynowego. To także baza floty morskiej, oraz duży węzeł kolejowy ze stacją Odessa.
W Odessie znajduje się także międzynarodowy port lotniczy.

## Kultura
Odessa od XIX wieku odgrywała rolę ważnego centrum kulturalnego w regionie. Miasto charakteryzuje się wyjątkowym połączeniem tradycji europejskich i wschodnich, co wynika z jego wieloetnicznego dziedzictwa, obejmującego wpływy rosyjskie, ukraińskie, żydowskie, greckie, ormiańskie oraz włoskie. Dzięki tej różnorodności Odessa wykształciła unikalny charakter kulturowy, który odzwierciedla się w jej architekturze, literaturze, muzyce i sztukach wizualnych.
Odessa była miejscem dynamicznej wymiany idei i ruchów artystycznych. Już w XIX wieku funkcjonowały tu salony literackie, teatry, kluby muzyczne i redakcje gazet. Miasto było uważane za „Południową Stolicę” Imperium Rosyjskiego, a później – jedno z najważniejszych kulturalnych centrów Związku Radzieckiego. Kultura miejska Odessy wyróżnia się również dużą dawką autoironii i dystansu, co przejawia się w charakterystycznym, często absurdalnym humorze, który stał się integralną częścią lokalnej tożsamości.

### Teatr i muzyka
Jednym z najbardziej znanych symboli kulturalnych Odessy jest Teatr Opery i Baletu w Odessie, uznawany za jeden z najpiękniejszych teatrów Europy Wschodniej. Otwarty w 1887 , słynie nie tylko z architektury w stylu neobarokowym, projektu wiedeńskich architektów Ferdinanda Fellnera i Hermanna Helmera, ale także z bogatego repertuaru operowego, baletowego i koncertowego. Scena operowa Odessy była trampoliną do kariery wielu znakomitych artystów, w tym światowej sławy śpiewaków operowych.
W mieście funkcjonuje również Filharmonia Odeska, mieszcząca się w zabytkowym budynku o neogotyckim charakterze, a także liczne sale koncertowe i kluby muzyczne. Odesska scena muzyczna obejmuje zarówno muzykę klasyczną, jak i jazz, rock czy muzykę elektroniczną. Wydarzenia takie jak Międzynarodowy Festiwal Jazzowy Odessa JazzFest, Festiwal Muzyki Współczesnej „Two Days and Two Nights of New Music”, czy letnie koncerty plenerowe na promenadzie nadmorskiej, przyciągają publiczność krajową i zagraniczną.

### Literatura i humor
Odessa zajmuje szczególne miejsce w literaturze rosyjskiej i ukraińskiej. Miasto było związane z wieloma wybitnymi pisarzami, takimi jak Isaak Babel, Ilja Ilf i Jewgienij Pietrow, a także poetami, m.in. Anna Achmatowa i Ze’ew Żabotyński. W Odessie urodzili się lub tworzyli także tacy literaci jak Konstantin Paustowski czy Walentin Katajew. Ich dzieła często przedstawiają barwny, wielokulturowy obraz miasta, pełnego kontrastów, ironii i nostalgii.
Szczególnie znana jest odesska szkoła humoru – specyficzny, ironiczny styl opowiadania, który stał się rozpoznawalny w całym byłym Związku Radzieckim. Styl ten opiera się na inteligentnym dowcipie, autoironii, grze słów i charakterystycznym sposobie narracji. Odesski humor był popularny m.in. w radzieckiej telewizji.
Co roku 1 kwietnia odbywa się Humoryna – festiwal humoru i satyry, który jest jednym z najbardziej charakterystycznych wydarzeń kulturalnych miasta. Wydarzeniu towarzyszą parady, występy uliczne, koncerty i spektakle kabaretowe.

### Sztuki wizualne
Odessa jest domem dla licznych muzeów i galerii sztuki. Najważniejszą instytucją w tej dziedzinie jest założone w 1899 Narodowe Muzeum Sztuki w Odessie, mieszczące się w klasycystycznym pałacu Potockich. Kolekcja obejmuje dzieła od XVI wieku po współczesność, z naciskiem na sztukę rosyjską i ukraińską, w tym prace Iwana Ajwazowskiego, Ilja Riepina i Tarasa Szewczenki.
Od 1924 działa w mieście również Muzeum Sztuki Zachodniej i Wschodniej, które zawiera bogate zbiory malarstwa zachodnioeuropejskiego od XV do XX wieku, a także kolekcję sztuki Dalekiego Wschodu, m.in. chińskiej i japońskiej ceramiki, brązów oraz tkanin.
Od lat 90. XX wieku dynamicznie rozwija się również scena sztuki współczesnej. Działa wiele niezależnych galerii i przestrzeni artystycznych, takich jak Muzeum Sztuki Nowoczesnej w Odessie, JermiłowCentrum, NT-Art Gallery czy inicjatywy artystyczne w dzielnicy portowej. Młodzi artyści organizują wystawy, performanse i działania z pogranicza sztuki i aktywizmu społecznego.
Od 2013 w Odessie odbywają się również Odeskie Biennale Sztuki Współczesnej

### Kinematografia i media
Odessa odegrała ważną rolę w historii kinematografii – to tu powstały jedne z pierwszych radzieckich filmów, a słynna scena z wózkiem na schodach z filmu Pancernik Potiomkin (1925) Siergieja Eisensteina została nakręcona właśnie na Schodach Potiomkinowskich, które stały się ikoną filmową.
Od 1919 w Odessie funkcjonuje Odeska Wytwórnia Filmowa, która była jedną z pierwszych wytwórni filmowych w Związku Radzieckim. Przez dziesięciolecia wyprodukowała setki filmów fabularnych, dokumentalnych i animowanych. Obecnie znajduje się pod nadzorem Funduszu Mienia Państwowego Ukrainy oraz Ministerstwa Kultury. Wraz z kijowską Wytwórnią Filmową im. Ołeksandra Dowżenki, należy do głównych i jedynych państwowych producentów filmowych w kraju.
Dziś Odessa pozostaje ważnym ośrodkiem medialnym i filmowym. Coroczny Odeski Międzynarodowy Festiwal Filmowy, założony w 2010, jest uznawany za jedno z najważniejszych wydarzeń filmowych w Europie Wschodniej. Prezentowane są na nim zarówno filmy artystyczne, jak i kino popularne z całego świata. Wydarzeniu towarzyszą spotkania branżowe, panele dyskusyjne i warsztaty dla młodych twórców.

## Nauka i oświata
- Odeska Szkoła Teatralna[56]

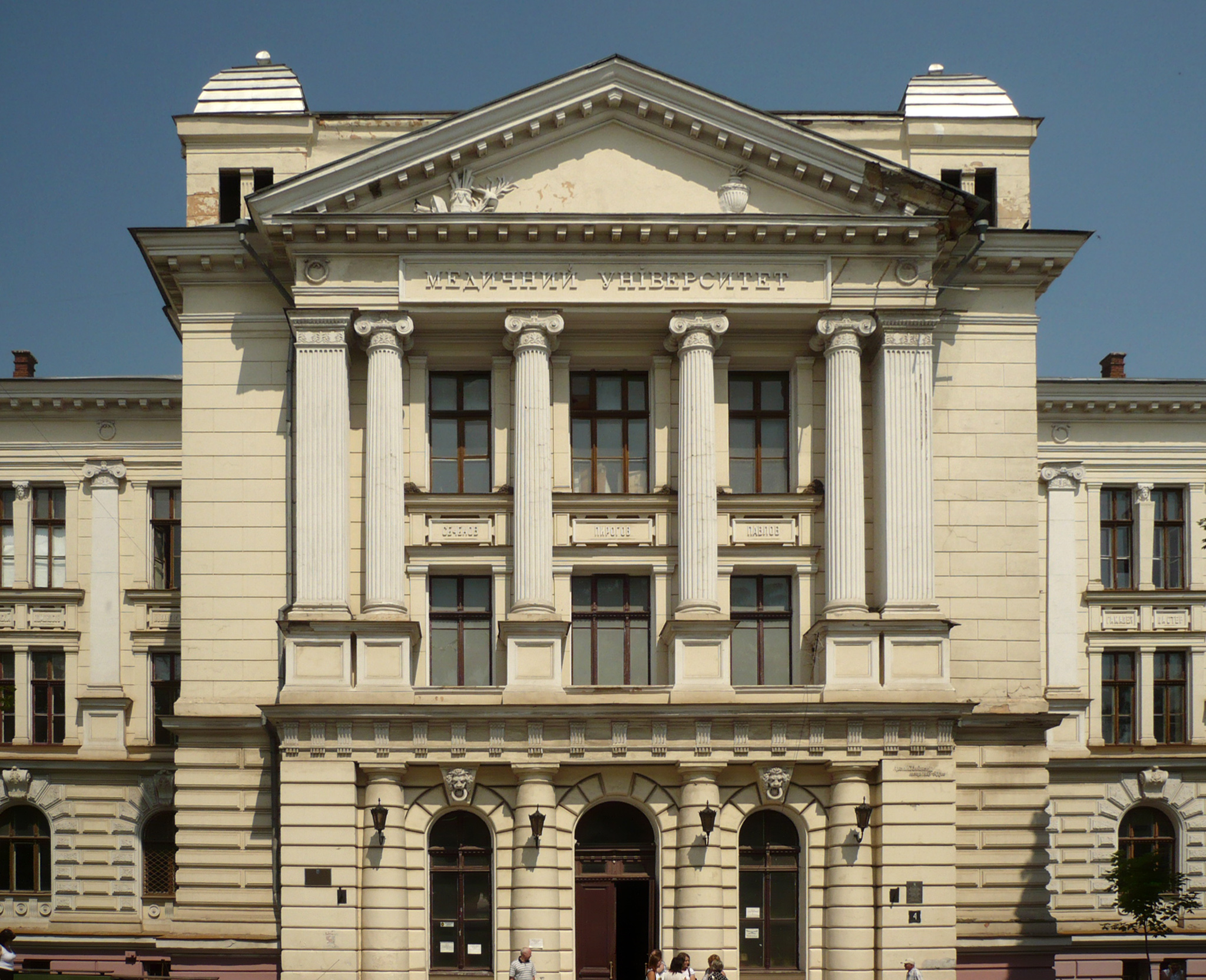
Narodowy Uniwersytet Medyczny (2010)

- Odeski Uniwersytet Narodowy im. Ilji Miecznikowa
- Narodowy Uniwersytet Medyczny w Odessie
- Odeski Narodowy Uniwersytet Ekonomiczny
- Seminarium duchowne w Odessie
- Szkoła Stolarskiego (muzyczna)
- Odeski Narodowy Uniwersytet Morski
- Odeska Wyższa Szkoła Artystyczna im. Mitrofana Grekowa

## Muzea
- Muzeum Archeologiczne w Odessie
- Odeskie Muzeum Sztuki
- Muzeum Literatury w Odessie
- Odeskie Muzeum Numizmatyczne

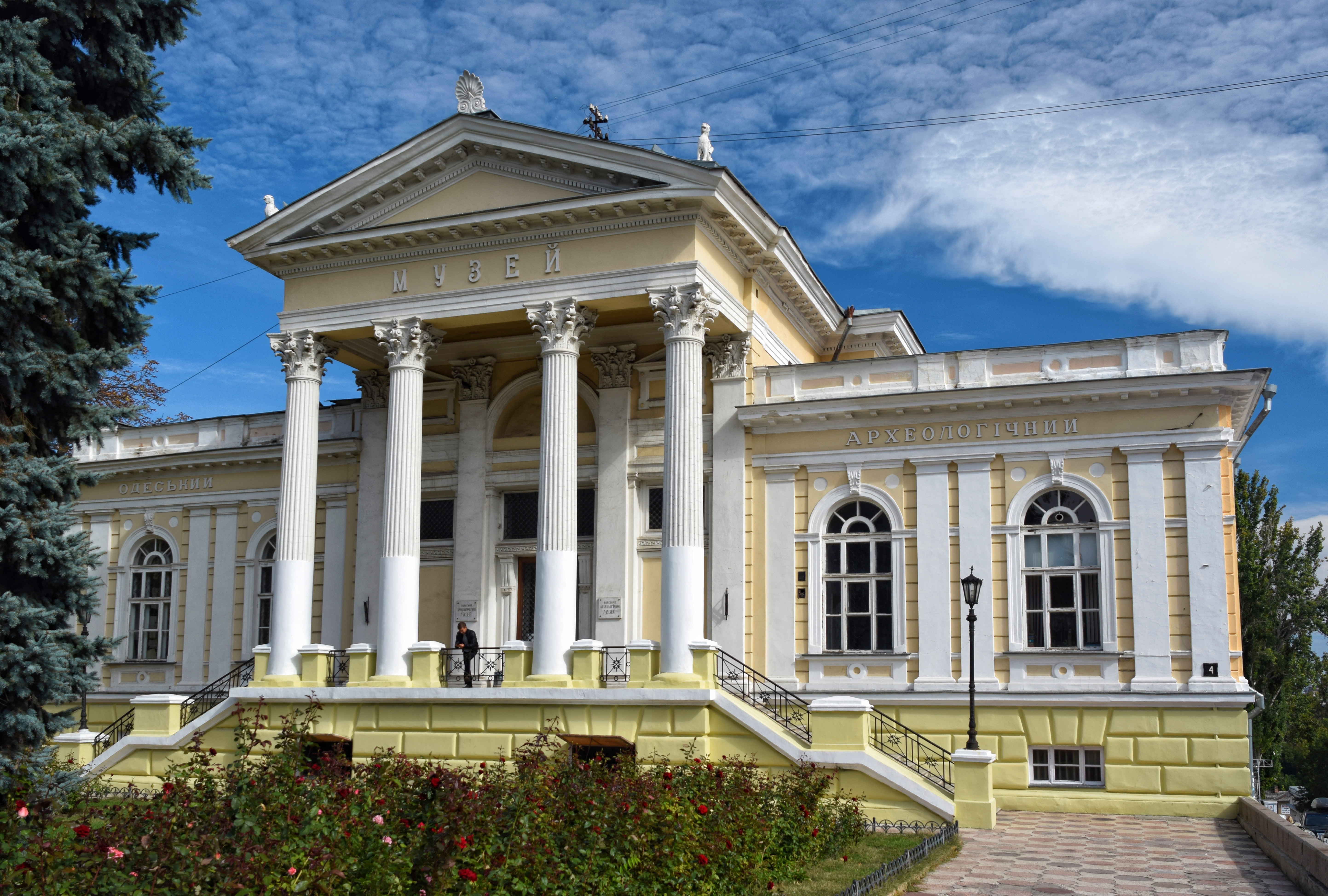
Muzeum Archeologiczne (2014)

- Odeskie Muzeum Historii Regionalnej
- Muzeum Anatomii
- Muzeum Kina
- Muzeum Zoologiczne Uniwersytetu w Odessie

## Sport

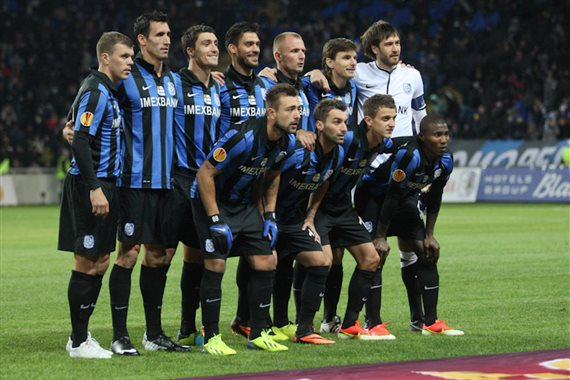
Piłkarze z klubu Czornomoreć Odessa

Odessę w Ukraińskiej Wyszczej Lidze przez czas długi reprezentuje klub piłkarski Czornomoreć Odessa. W 1966 w Odessie odbyły się Europejskie Igrzyska Juniorów w Lekkoatletyce.

## W kulturze

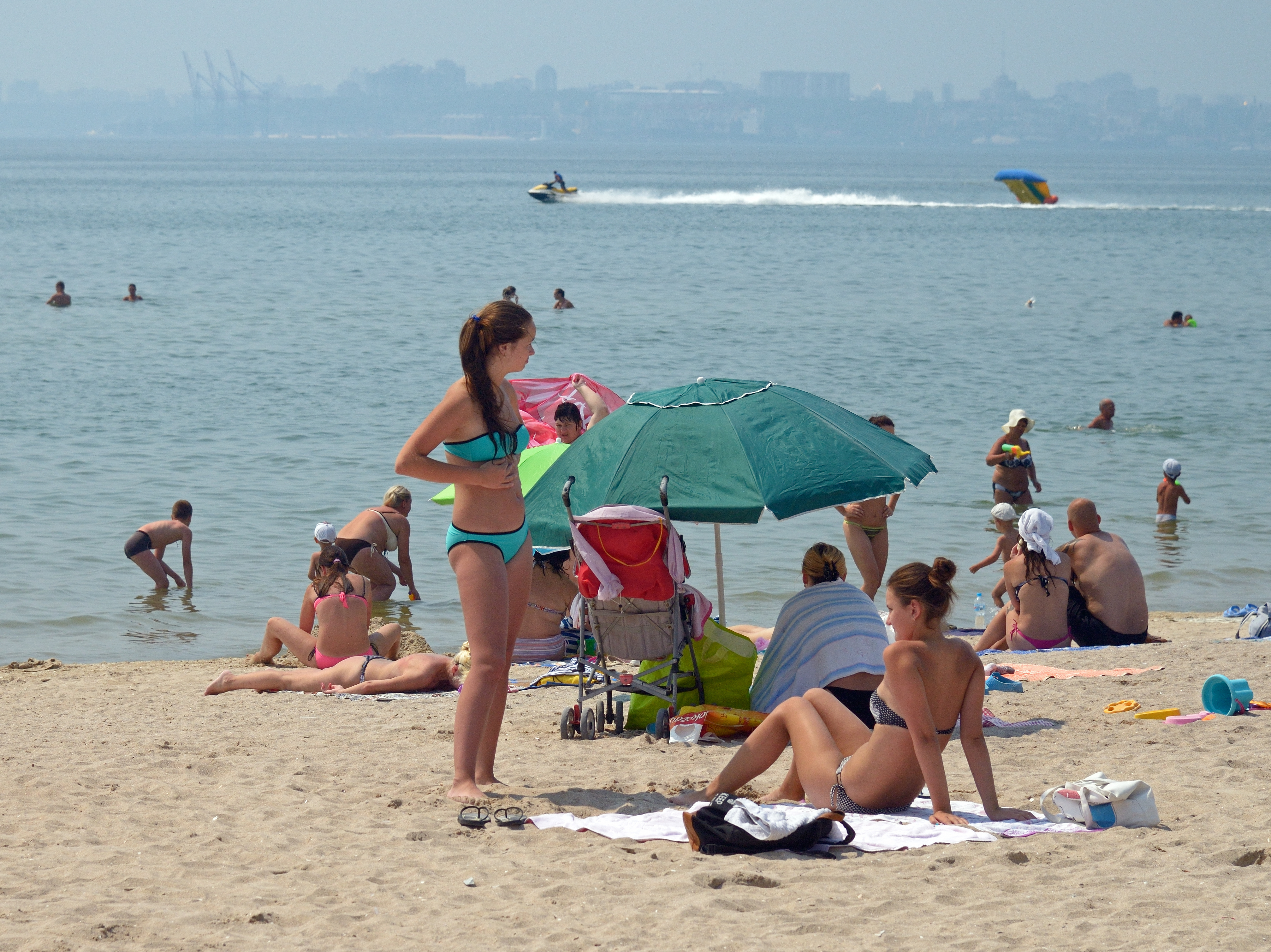
Plaża Łuzaniwka (2015)

Miasto posłużyło za najważniejsze miejsce akcji polskiego filmu Deja vu z 1990 roku. W jednej ze scen główny bohater nawet pojawia się na schodach potiomkinowskich w trakcie nagrywania propagandowego filmu Pancernik Potiomkin.

## Miasta partnerskie
- Baltimore (Stany Zjednoczone)
- Gdańsk (Polska)
- Gałacz (Rumunia)
- Hajfa (Izrael)
- Kiszyniów (Mołdawia)
- Łódź (Polska)
- Nikozja (Cypr)
- Oulu (Finlandia)
- Qingdao (Chiny)
- Ratyzbona (Niemcy)
- Split (Chorwacja)
- Segedyn (Węgry)
- Vancouver (Kanada)